# Plougastel-Daoulas
Plougastel-Daoulas (en bretón Plougastell-Daoulaz) es una localidad francesa de 13 098 habitantes situada en el departamento de Finistère en la región de la Bretaña.

## Demografía
| 4 059 | 4 059 | 4 660 | 5 111 | 5 731 | 5 863 | 5 999 | 6 065 | 5 970 | 6 090 | 6 282 | 6 315 | 6 506 | 6 857 | 7 009 | 7 162 | 7 655 | 7 677 | 7 733 | 7 874 | 7 065 | 6 965 | 6 914 | 6 726 | 6 894 | 6 945 | 6 726 | 7 075 | 8 138 | 9 581 | 11 139 | 12 248 | 13 098 |
| Para los censos de 1962 a 1999 la población legal corresponde a la población sin duplicidades (Fuente: INSEE [Consultar]) |       |       |       |       |       |       |       |       |       |       |       |       |       |       |       |       |       |       |       |       |       |       |       |       |       |       |       |       |       |        |        |        |

## Curiosidades
De interés artístico es su iglesia gótica, sobre todo por el calvario situado junto a la misma. En toda Bretaña son famosas las fresas de esta localidad, que tiene su propia fiesta en junio:la Fête des fraises se celebra el segundo domingo de este mes.

Calvario-Plougastel-Daoulas
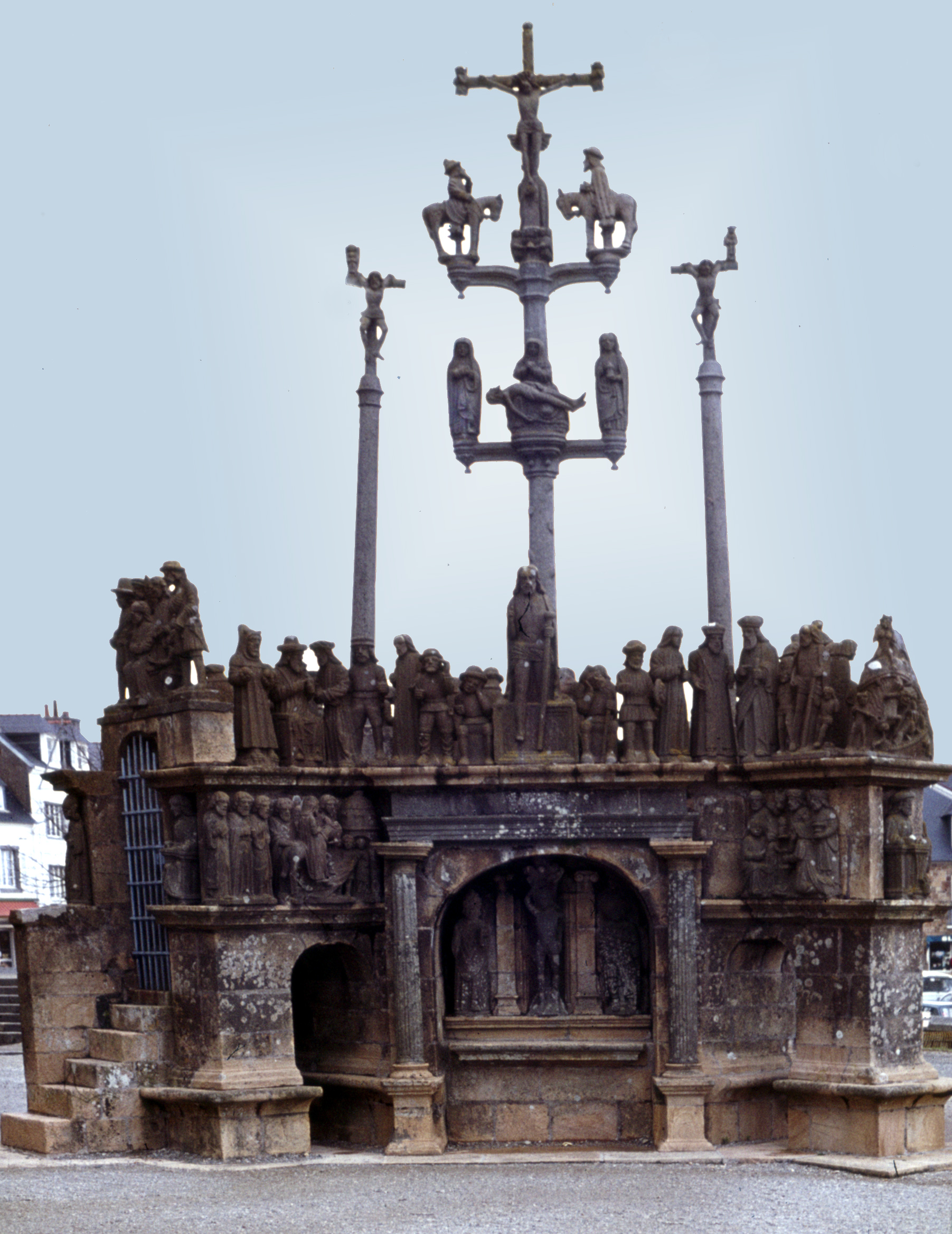
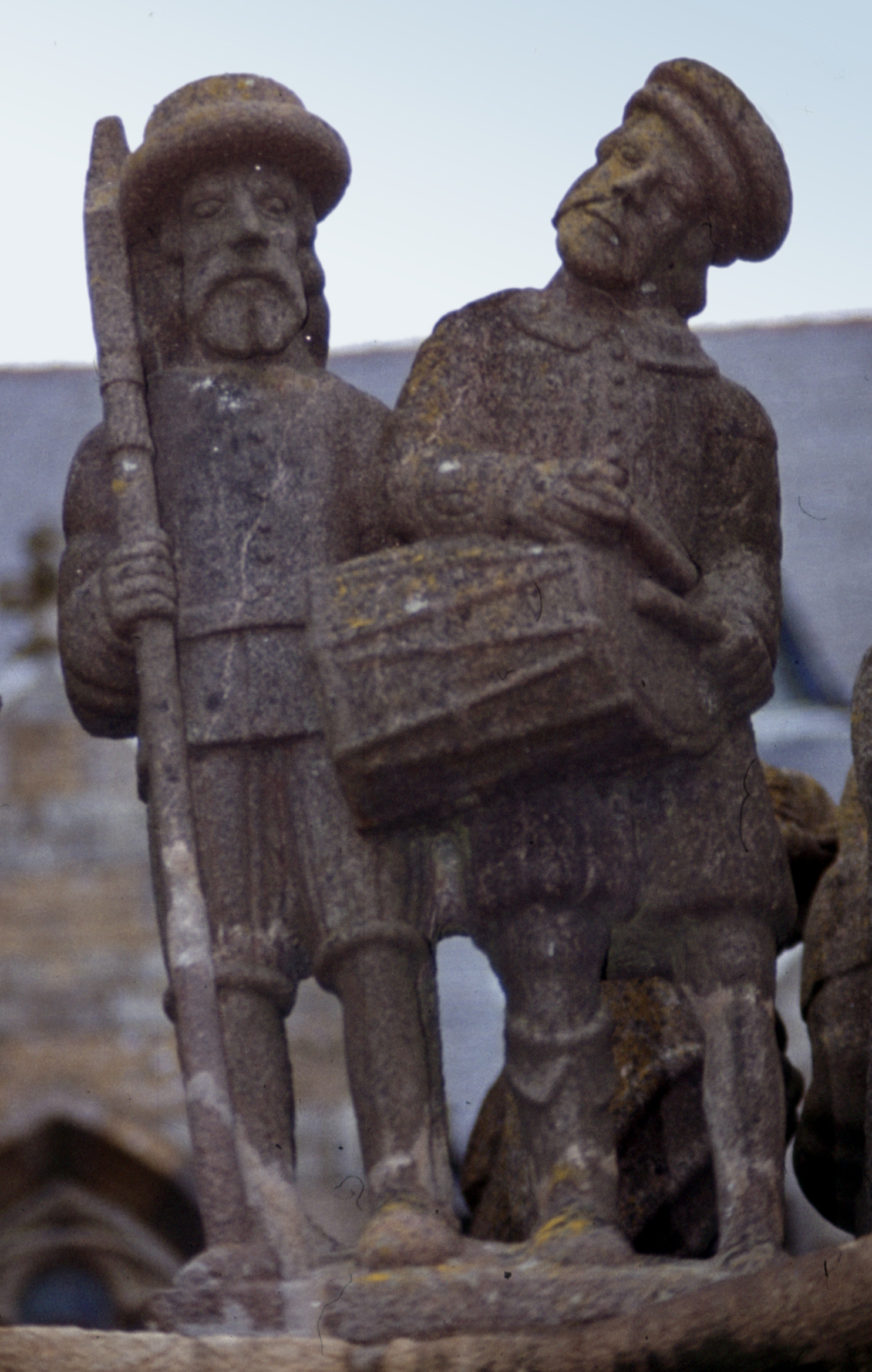
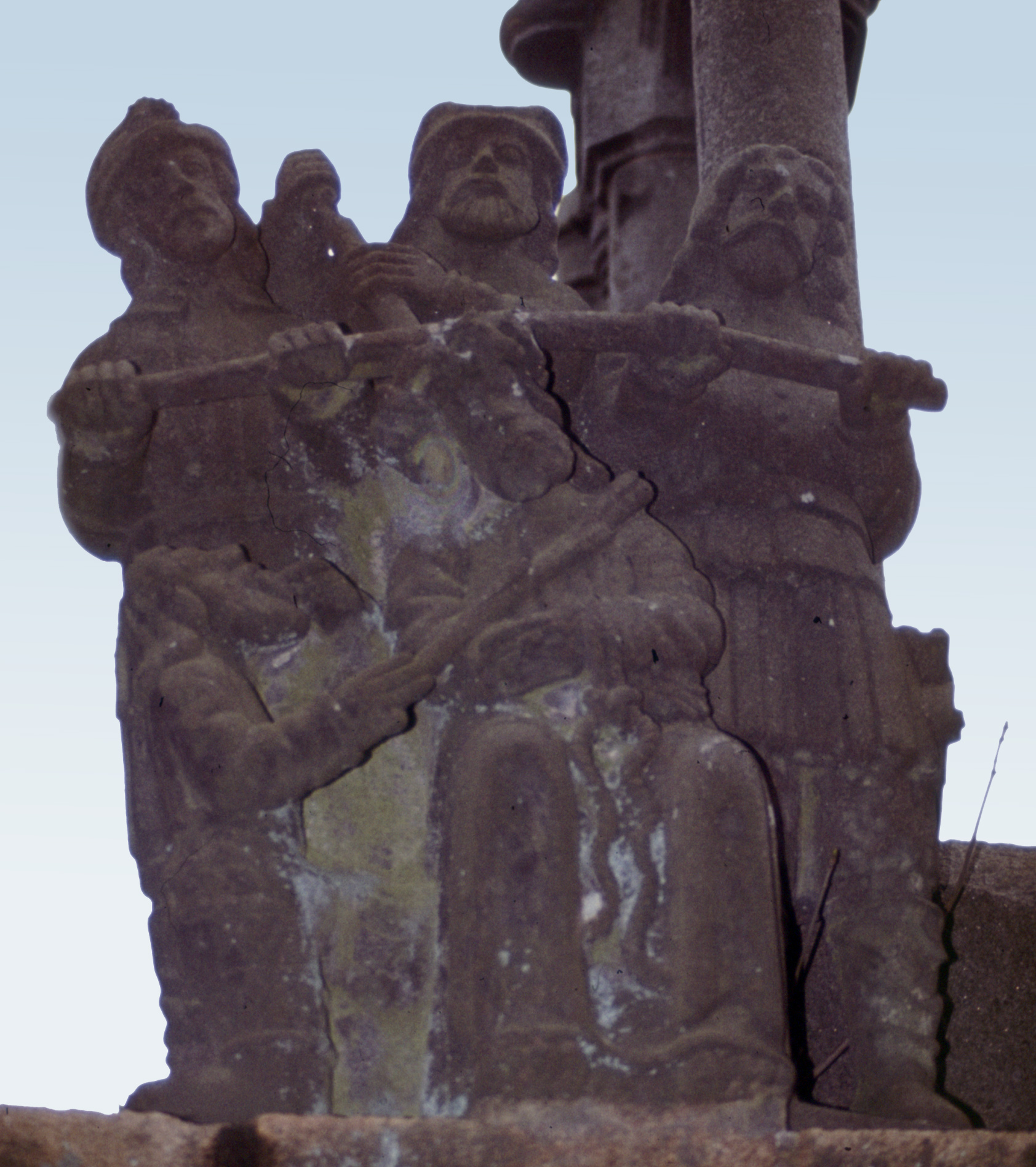
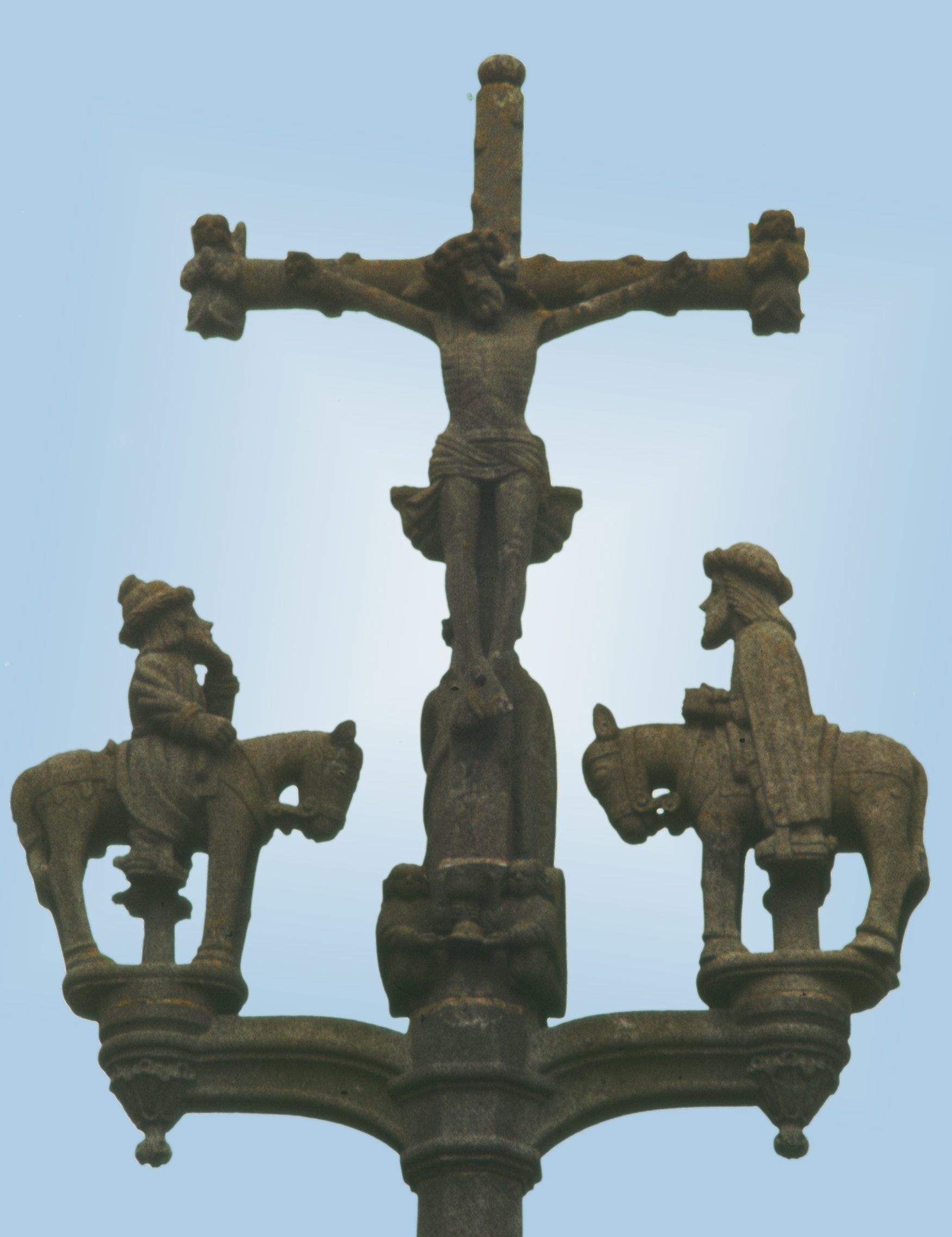

## Ciudades hermanadas
- Westport (Irlanda)